# Pomnik Władysława Stanisława Reymonta w Złotoryi

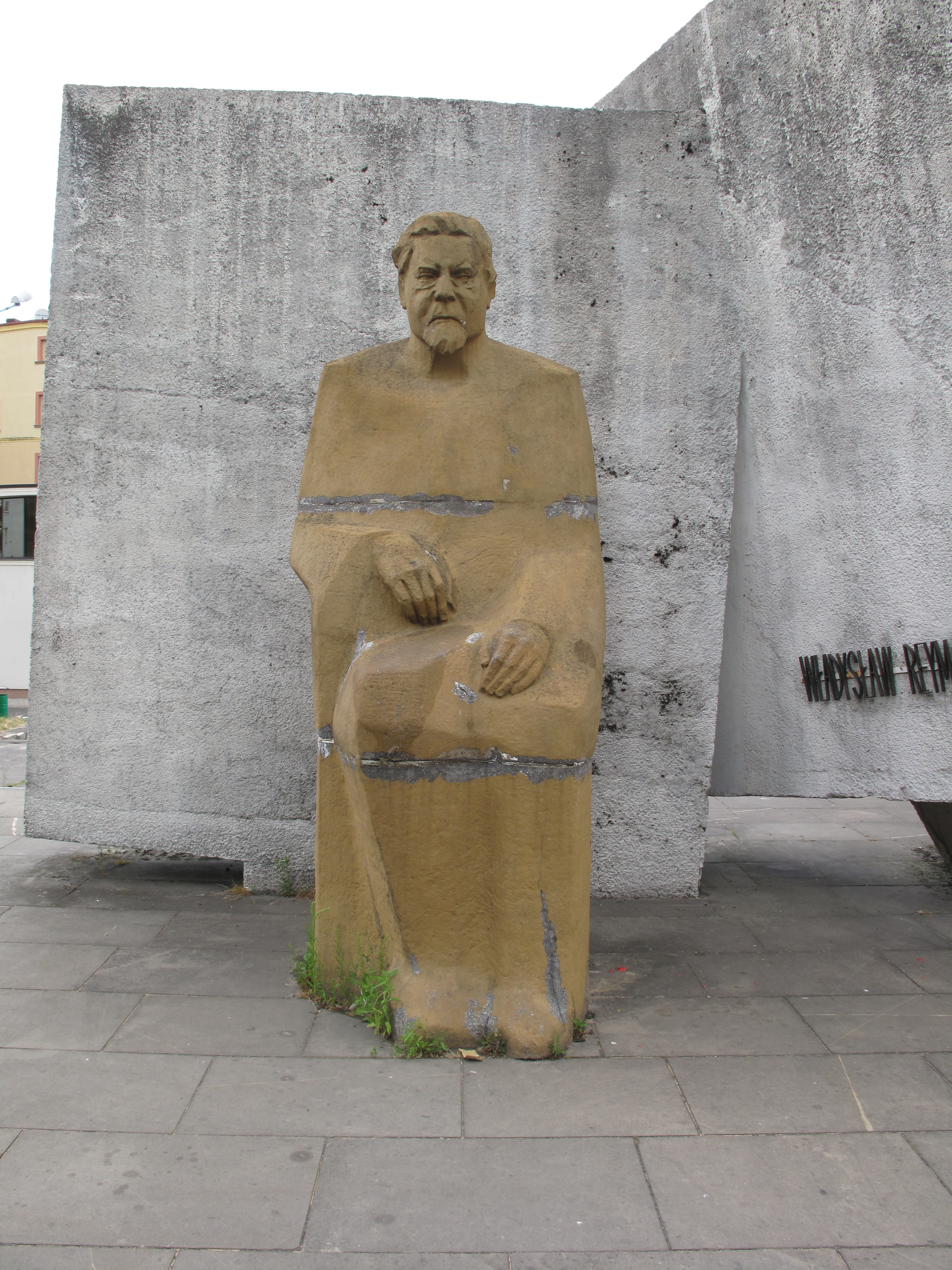
Pomnik Władysława Stanisława Reymonta w Złotoryi (2019).

Pomnik Władysława Stanisława Reymonta – pomnik w Złotoryi przedstawiający postać Władysława Stanisława Reymonta.
Pomnik został wybudowany i odsłonięty w 1967 r. z okazji setnej rocznicy urodzin pisarza na placu jego imienia. Autorami rzeźby są: Alfreda Poznańska i Alojzy Gryt.